# Vnitřní zvukovod

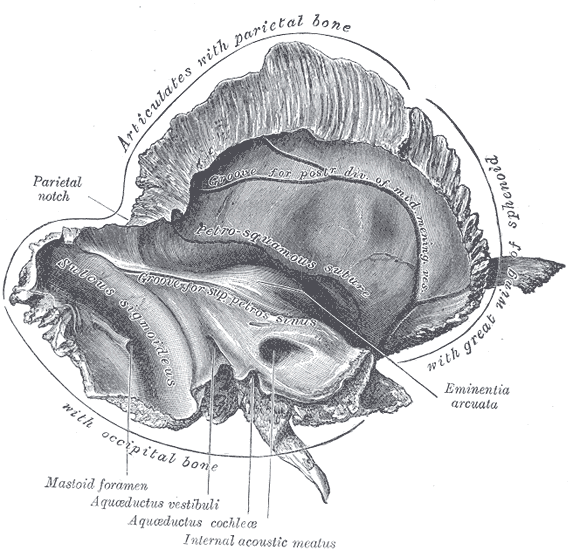
Pohled na spánkovou kost „zevnitř“, směrem z lebeční dutiny. Ve spodní části kosti je patrný nápadný otvor, vnitřní zvukovod

Vnitřní zvukovod (lat. meatus acusticus internus) je otvor v zadní části skalní kosti (tzn. ve skalní části kosti spánkové), jímž prochází z mozku do vnitřního ucha některé důležité struktury: lícní nerv, sluchový nerv (součást VIII. nervu) a arteria labyrinthi (tepna zásobující vnitřní ucho).